# Maria Milagros Rivera Garretas
María Milagros Rivera Garretas (Bilbao, Espanya, 26 de novembre de 1947) és una historiadora espanyola. Una de les fundadores de la revista Duoda i del Centre d’Investigació de les Dones de la Universidad de Barcelona. Professora d’Història medieval, a la Universitat de Barcelona (Facultat de Geografia). És una figura important del feminisme acadèmic i activista espanyol.
Va estudiar Antropologia i Història Cultural a la Universitat de Barcelona, on es va doctorar en aquestes matèries. Va seguir els seus estudis a la Universitat de Chicago on, després d'obtenir la llicenciatura de filosofia i lletres, va realitzar el Master of Arts.
El 1982 va ser una de les fundadores del Centre de Recerca Duoda, el qual el 1991 va començar a publicar una revista amb el mateix nom. Aquell mateix any María Milagros Rivera Garretas va col·laborar en l'obertura de la llibreria de dones Pròleg a Barcelona. També ha estat vinculada a la Fundación Entredós de Madrid i a la Biblioteca Virtual de Recerca Duoda.